# Municipio de London (Kansas)
El municipio de London (en inglés: London Township) es un municipio ubicado en el condado de Sumner en el estado estadounidense de Kansas. En el año 2010 tenía una población de 716 habitantes y una densidad poblacional de 6,62 personas por km².

## Geografía
El municipio de London se encuentra ubicado en las coordenadas 37°25′32″N 97°24′48″O / 37.42556, -97.41333. Según la Oficina del Censo de los Estados Unidos, el municipio tiene una superficie total de 108.24 km², de la cual 107,17 km² corresponden a tierra firme y (0,99 %) 1,07 km² es agua.

## Demografía
Según el censo de 2010, había 716 personas residiendo en el municipio de London. La densidad de población era de 6,62 hab./km². De los 716 habitantes, el municipio de London estaba compuesto por el 97,07 % blancos, el 0,28 % eran afroamericanos, el 0,56 % eran amerindios, el 0,7 % eran de otras razas y el 1,4 % eran de una mezcla de razas. Del total de la población el 1,12 % eran hispanos o latinos de cualquier raza.